# Sundacarpus amarus
Genre
Espèce
Classification phylogénétique
Statut de conservation UICN

 LC  : Préoccupation mineure
Sundacarpus amarus est une espèce de plantes du genre Sundacarpus et de la famille des Podocarpaceae. C'est un arbre à feuilles persistantes. C'est la seule espèce de son genre.

## Description
Sundacarpus amarus peut atteindre une hauteur de 10 à 60 m et un diamètre à hauteur de poitrine de 12 à 140 cm. Les petits bourgeons foliaires sphériques sont protégés par des écailles de 2 mm de long. Les feuilles sont dans la phase juvénile de 4 à 20 mm de long, avec un pétiole de 3 à 5 mm de long et une pointe de 20 mm de long. Les plantes plus âgées ont des feuilles plus longues d'environ 5 à 15 cm de long et de 6 à 14 mm de large.
Les cônes mâles ont une longueur de 15 à 35 mm et un diamètre de 2,5 à 3,5 mm. Les graines ont un diamètre de 20 mm. Les cotylédons sont trois paires.

## Distribution
Sundacarpus amarus se trouve en Australie, la côte nord-est du Queensland (principalement le plateau d'Atherton sur des sols basaltiques à 600 à 1 200 m mètres), la Nouvelle-Guinée, les Moluques (Buru, Halmahera, Morotai) et les Petites îles de la Sonde (Timor, Florès, ouest de Sumbawa, Lombok), à travers Java, Sulawesi du Sud, les Philippines (Mindanao, Luçon), à Bornéo seulement à Sabah, à Sumatra.

## Source de la traduction
- (de) Cet article est partiellement ou en totalité issu de l’article de Wikipédia en allemand intitulé « Sundacarpus amarus » (voir la liste des auteurs).

### Sundacarpus
- (en) NCBI : Sundacarpus (taxons inclus)
- (en) GRIN : genre Sundacarpus (J. Buchholz & N. E. Gray) C. N. Page (+liste d'espèces contenant des synonymes)

### Sundacarpus amarus
- (en) UICN : espèce Sundacarpus amarus (consulté le 28 décembre 2017)
- (en) NCBI : Sundacarpus amarus (taxons inclus)
- (en) GRIN : espèce Sundacarpus amarus (Blume) C. N. Page